# El Pequeño Luchador
El Pequeño Luchador es una serie de cuadernos de aventuras creada por el autor español Manuel Gago García, y que fue publicada por Editorial Valenciana desde 1945 hasta 1956, con un total de 230 cuadernillos apaisados, en blanco y negro.

## Autoría
En los cuadernos 13 al 33, solo las portadas están dibujadas por Manuel Gago, mientras que las 16 páginas interiores son obra de Luis Gago (su hermano), y el guion es de Pedro Quesada (su cuñado)
Pedro Quesada también participó como guionista en diversos periodos hasta el final, pero sin acreditar.
Además, Pedro Quesada escribió seis novelas protagonizadas por el personaje, publicadas en formato de novela popular en los años 1948 y 1949.

## Argumento
La serie desarrolla las aventuras de Fred Hood, el Pequeño Luchador, en el legendario Oeste de los años 80 del siglo XIX. 
Fred Hood es un muchacho que viaja al Oeste en una caravana que es atacada por los indios apaches. Los padres de Fred mueren en el ataque, y Fred jura venganza. Fred es recogido por el colono James Jefries, cuya hija Margarita será la primera novia de Fred.
El compañero de aventuras del Pequeño Luchador es Matón, un antiguo bandido reformado.
El principal villano de la serie es Jack, jefe de la guardia de la colonia, que hace traición a cambio del oro que los Apaches tienen en una montaña de su territorio.
Jack desaparecerá a mediados de la serie en una escena de suicidio que fue censurada en las dos reediciones que tuvo la colección (en 1960 y en 1977)
Margarita tiene al principio una rival en Flor Blanca, hija del jefe Apache. A pesar de casarse con un guerrero de su tribu llamado Ciervo Corredor, Flor Blanca seguirá amando a Fred toda su vida.
Luego aparecerá Carolina, hija de otro colono, que viste ropas masculinas y dispara como el mejor pistolero. Carolina se convertirá en compañera de aventuras, y finalmente en la novia definitiva de Fred.
Durante algún tiempo, Carolina adopta la personalidad del encapuchado Furia de Manitú, para vengar la muerte de su padre a manos de los Apaches.
Lejos de relegar a la mujer a roles tradicionales, en las historietas de Manuel Gago se dan muchos ejemplos de mujeres independientes, como Carolina en El Pequeño Luchador o Zoraida en El Guerrero del Antifaz.
Por ejemplo, en esta serie Carolina tiene otras habilidades además de la de poder luchar como un hombre, pues en un momento de dificultades económicas de los protagonistas, funda y dirige una agencia de transportes en la ciudad de Ely.
También, en los últimos episodios, vemos a Margarita ejerciendo de maestra de escuela.